# 万安镇 (龙岩市)
万安镇，是中华人民共和国福建省龙岩市新罗区下辖的一个乡镇级行政单位。

## 行政区划
万安镇下辖以下地区：
红光村、高林村、陈洋村、西贯村、松洋村、好坑村、浮竹村、四村、五村、高厦村、同新村、环坑村、竹贯村、梅村、华坑村、西源村、张陈村、涂潭村、石城村和高池村。

## 中国传统村落
2013年8月，竹贯村被评为第二批中国传统村落。